# 光秒
光秒（こうびょう）は、主として天文学で用いられる距離（長さ）の単位である。「秒」とついているが（光年と同様に）時間の単位ではない。
1光秒は光（電磁波）が1秒間に進む距離と定義される。メートルが「光が299792458分の1秒間に進む距離」と定義されているので、1光秒は正確に299792458 mとなる。これは地球を7周半した距離におおむね等しい。
光年や光秒と同様にして以下のような単位も定義できる。どれも普通に長さの単位として意味があるものだが、冥王星軌道より外側の空間を舞台にしたハードSFなどで「光日」が便利に使われる等の他は、さして便利でもなく、アトパーセク（Attoparsec、パーセク×10−18で、約3cm）等と同様のユーモラスな単位（w:List of humorous units of measurement）の一種と言ったほうが近いかもしれない。光マイクロ秒や、光ナノ秒（約30cm）などは、それぞれ1MHz, 1GHzの電波の波長であり、そのような高速のクロックで動作する電子回路の設計を説明するものとして、たまに引用されることがある（「電気信号が1ナノ秒の間に伝わる距離」はおよそ1フィートである、と、グレース・ホッパーがしばしば言及したという）。
| 名称                             | 定義                        | 換算              |
| -------------------------------- | --------------------------- | ----------------- |
| 光月 (light-month)               | 光が1月（30日間）に進む距離 | 777062051136000 m |
| 光週 (light-week)                | 光が1週間に進む距離         | 181314478598400 m |
| 光日 (light-day)                 | 光が1日に進む距離           | 25902068371200 m  |
| 光時 (light-hour)                | 光が1時間に進む距離         | 1079252848800 m   |
| 光分 (light-minute)              | 光が1分間に進む距離         | 17987547480 m     |
| 光秒 (light-second)              | 光が1秒間に進む距離         | 299792458 m       |
| 光ミリ秒 (light-millisecond)     | 光が1ミリ秒間に進む距離     | 299792.458 m      |
| 光マイクロ秒 (light-microsecond) | 光が1マイクロ秒間に進む距離 | 299.792458 m      |
| 光ナノ秒 (light-nanosecond)      | 光が1ナノ秒間に進む距離     | 0.299792458 m     |

## 事例
- 地球の平均直径は0.0425光秒
- 地球と月の間の平均距離は1.282光秒
- 太陽の平均直径は約4.643光秒
- 地球と太陽の間の平均距離（天文単位）は499.0光秒＝8.317光分
- 太陽から冥王星までの平均距離は0.228光日(5.472光時)
- 太陽からオールトの雲までの距離は10 - 20光月（41 - 82光週）